# Vignol
Vignol és un municipi francès, situat al departament del Nièvre i a la regió de Borgonya - Franc Comtat. L'any 2007 tenia 86 habitants.

## Demografia

### Població
El 2007 la població de fet de Vignol era de 86 persones. Hi havia 36 famílies, de les quals 12 eren unipersonals (8 homes vivint sols i 4 dones vivint soles), 12 parelles sense fills i 12 parelles amb fills.
La població ha evolucionat segons el següent gràfic:
Habitants censats

### Habitatges
El 2007 hi havia 89 habitatges, 39 eren l'habitatge principal de la família, 36 eren segones residències i 13 estaven desocupats. Tots els 89 habitatges eren cases. Dels 39 habitatges principals, 35 estaven ocupats pels seus propietaris, 3 estaven llogats i ocupats pels llogaters i 1 estava cedit a títol gratuït; 2 tenien una cambra, 4 en tenien dues, 7 en tenien tres, 7 en tenien quatre i 19 en tenien cinc o més. 28 habitatges disposaven pel capbaix d'una plaça de pàrquing. A 19 habitatges hi havia un automòbil i a 13 n'hi havia dos o més.

### Piràmide de població
La piràmide de població per edats i sexe el 2009 era:
| Homes | Edats   | Dones |
| ----- | ------- | ----- |
| 0     | 95 o +  | 0     |
| 0     | 90 a 94 | 0     |
| 0     | 85 a 89 | 0     |
| 4     | 80 a 84 | 0     |
| 0     | 75 a 79 | 4     |
| 8     | 70 a 74 | 4     |
| 4     | 65 a 69 | 0     |
| 0     | 60 a 64 | 4     |
| 0     | 55 a 59 | 0     |
| 4     | 50 a 54 | 0     |
| 0     | 45 a 49 | 0     |
| 8     | 40 a 44 | 8     |
| 4     | 35 a 39 | 8     |
| 0     | 30 a 34 | 0     |
| 0     | 25 a 29 | 0     |
| 4     | 20 a 24 | 0     |
| 8     | 15 a 19 | 8     |
| 12    | 10 a 14 | 0     |
| 0     | 5 a 9   | 0     |
| 0     | 0 a 4   | 0     |

## Economia
El 2007 la població en edat de treballar era de 56 persones, 42 eren actives i 14 eren inactives. De les 42 persones actives 40 estaven ocupades (22 homes i 18 dones) i 2 estaven aturades (1 home i 1 dona). De les 14 persones inactives 4 estaven jubilades, 4 estaven estudiant i 6 estaven classificades com a «altres inactius».
Activitats econòmiques
Dels 3 establiments que hi havia el 2007, 1 era d'una empresa extractiva, 1 d'una empresa de construcció i 1 d'una empresa de transport.
L'any 2000 a Vignol hi havia 10 explotacions agrícoles que ocupaven un total de 1.104 hectàrees.

## Poblacions més properes
El següent diagrama mostra les poblacions més properes.